# Oryphantes bipilis
Oryphantes bipilis là một loài nhện trong họ Linyphiidae.
Loài này thuộc chi Oryphantes. Oryphantes bipilis được Wladislaus Kulczynski miêu tả năm 1885.